# Мастеровые и работные люди
Мастеровые и работные люди — категории населения горных заводов в России в XVII — начале XX века. Составляли основную часть населения уральских и приокских горнозаводских посёлков.
Мастеровые выполняли заводские работы, требовавшие относительно высокой квалификации: работу у доменных печей, кричных молотов и других агрегатов. Работные люди выполняли менее ответственные работы, в том числе вспомогательные. Некоторые мастеровые и работные люди занимались также кустарными промыслами, торговлей, земледелием и предпринимательством. В первой половине XIX века термин «работные люди» в законодательных актах был заменён термином «рабочие люди».

## Классификация
К категории мастеровых и работных людей относились несколько сословно-правовых групп:
- казённые мастеровые;
- горнозаводские крестьяне;
- крепостные крестьяне на заводском праве, купленные заводовладельцами-недворянами;
- вечноотданные крестьяне, свёрстанные с крепостными;
- крепостные крестьяне, купленные заводчиками на праве дворянства.

В период активной индустриализации Урала XVIII века часть местного старожильческого населения пополняла категорию мастеровых и работных людей, записываясь в подушный оклад. Так, например, в 1747 году на 12 заводах А. Н. Демидова из 9975 душ мужского пола более половины всех мастеровых и работных людей составляли местные старожильцы.

## История

### Урал
Мастеровые первых казённых металлургических предприятий Урала состояли из мастеров подмосковных, тульских и олонецких заводов, местных рудознатцев, плавильщиков и кузнецов, а также иностранных специалистов. Для пополнения штата мастеровых на казённых заводах было организовано обучение. В дальнейшем категорию мастеровых и работных людей пополняли местные крестьяне.
Казённые мастеровые в конце XVII — первой половине XVIII века имели правовой статус, близкий к статусу нижних военных чинов. С 1742 года казённые мастеровые облагались подушной податью, с 1806 года они были освобождены от государственных налогов и повинностей при условии обязательного несения государственной службы, имели право на бесплатный провиант, земельный и сенокосный участки, а после 35 лет обязательной службы получали пенсию. Служба мастеровых являлась наследственной, пополнение штатов производилось через рекрутские наборы. Уголовные преступления казённых мастеровых находились в юрисдикции военного суда. В Горном уставе 1832 года было узаконено, что «мастеровые и рабочие состоят при казенных горных промыслах и заводах на правах военнослужащих».
Остальные сословные группы мастеровых людей имели статус, близкий к статусу крепостных крестьян. Мастеровые и их семьи бесплатно пользовались заводской больницей, дети мастеровых обучались в заводских школах.
С 1719 по 1795 год в период бурного строительства металлургических заводов Урала число работных и мастеровых людей в регионе возросло с 11,9 тыс. до 86,4 тыс. человек. В 1765 году на всех уральских частных заводах мастеровые и работные люди составляли около 57 % постоянного населения заводов (20 тыс. душ мужского пола). В начале XIX века на Уральских заводах числилось 85,8 тыс. душ мастеровых людей.
В 1807 году был ликвидирован институт приписных крестьян, вследствие чего в заводских посёлках образовалась отдельная категория урочных или непременных работников, производивших вспомогательные заводские работы: заготовка дров и угля, транспортировка грузов. Непременные работники были приравнены к мастеровым, но имели некоторые отличия. Например, продовольствие получали только сами непременные работники и их лошади; свои семьи они должны были обеспечивать самостоятельно.
В Горном уставе 1857 года мастеровые и непременные работники наряду с уставщиками, мастерами, штейгерами и унтер-шихтмейстерами образовывали горное сословие.
В начале XIX века на Урале насчитывалось 100 тыс. душ мужского пола мастеровых и непременных работников, что составляло около 8 % населения края. К 1861 году численность горнозаводских людей достигла 330 тыс. душ (около 10 % населения края). После отмены крепостного права в 1861 году мастеровые и работные люди лишились бесплатного провианта, пенсии за выслугу лет, получили в собственность земельные участки, а также участки для пахоты и покосов. По сословному положению они были приравнены к свободным сельским жителям или городским обывателям.